# Andria Lloyd
Andria Lloyd (Jamaica, 10 de agosto de 1971) es una atleta jamaicana retirada, especializada en la prueba de 4 x 100 m en la que llegó a ser medallista de bronce olímpica en 1996.

## Carrera deportiva
En los JJ. OO. de Atlanta 1996 ganó la medalla de bronce en los relevos 4 x 100 metros, con un tiempo de 42.24 segundos, tras Estados Unidos y Bahamas, siendo sus compañeras de equipo: Michelle Freeman, Juliet Cuthbert, Nikole Mitchell, Merlene Ottey y Gillian Russell.